# 两泰官河
两泰官河史称北新河，北起江苏泰县鸭子河，经大泗庄，穿许庄河、宣堡港、古马干河、蔡港，南至泰兴，汇入如泰运河，是三泰地区（古马干河北）的引排干河。明正德八年，两泰官河被辟为南北大运河过江漕运河道之一，是泰兴北部交通的重要干河,是一条可通航的内河航道。